# Pinus montezumae
Cet article concerne Pinus montezumae Lamb., 1832. Pour Pinus montezumae Gordon, 1858, voir Pinus hartwegii.
Espèce
Statut de conservation UICN

 LC  : Préoccupation mineure
Pinus montezumae est une espèce de conifères de la famille des Pinaceae.

## Description

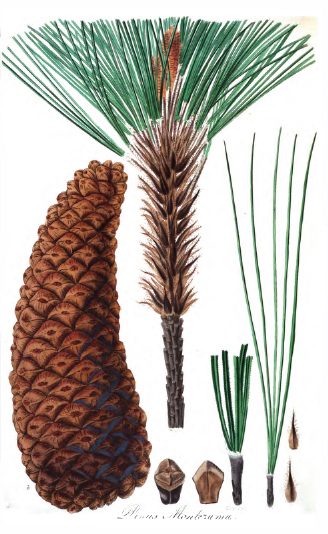
Dessins du cône et des aiguilles de Pinus montezumae.

Ce conifère génère une sève odorante et facilement inflammable. Son bois s'utilise en construction et comme combustible. On trouve dans les commerces au Mexique des sachets de grosses allumettes de Pinus montezumae (appelé aussi ocote) servant à faire démarrer le charbon des barbecues[réf. nécessaire].
C'est un arbre haut de 20  à   35 m dont le tronc peut atteindre 80 cm de diamètre. Son écorce est marron tirant sur le rouge.

## Répartition

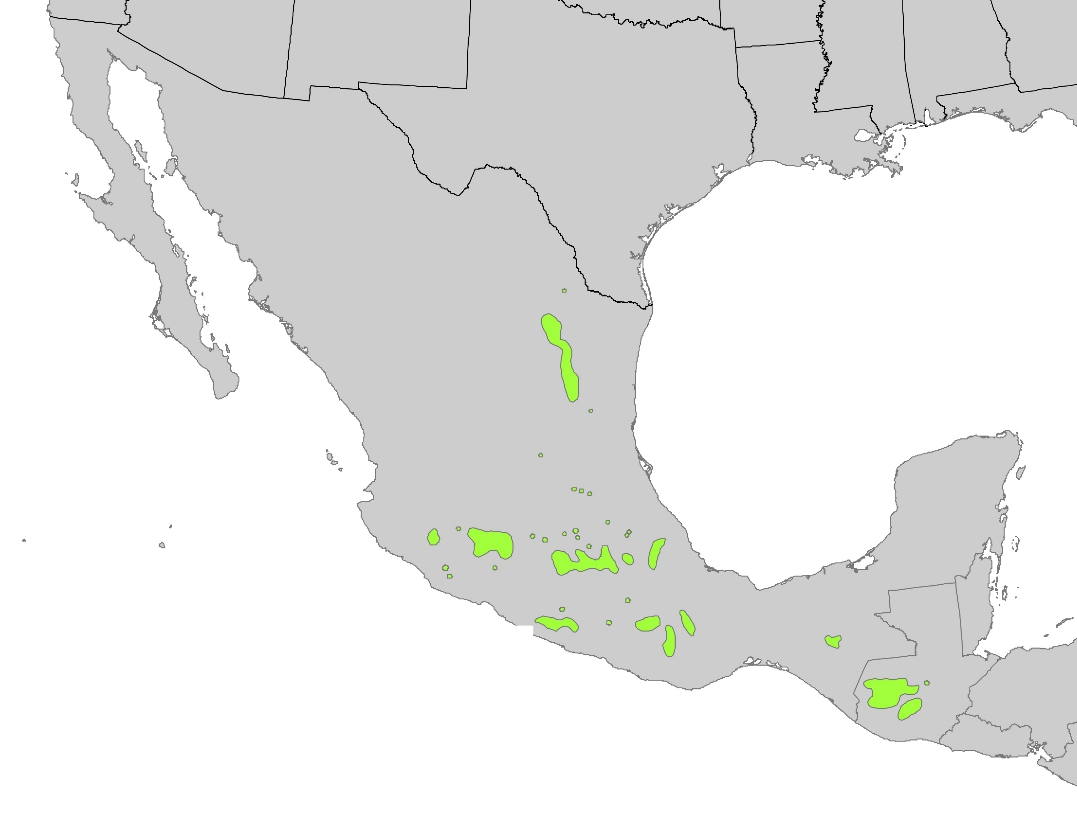
Carte de répartition de Pinus montezumae.

Pinus montezumae se trouve au Mexique et au Guatemala. 

## Liste des sous-espèces et variétés
Selon Catalogue of Life (8 août 2014) et World Checklist of Selected Plant Families (WCSP) (8 août 2014) :
- variété Pinus montezumae var. gordoniana (Hartw. ex Gordon) Silba (1990)
- variété Pinus montezumae var. montezumae

Selon The Plant List (8 août 2014) :
- variété Pinus montezumae var. gordoniana (Hartw. ex Gordon) Silba

Selon Tropicos (8 août 2014) (Attention liste brute contenant possiblement des synonymes) :
- sous-espèce Pinus montezumae subsp. hartwegii (Lindl.) Engelm.
- variété Pinus montezumae var. gordoniana (Hartw. ex Gordon) Silba
- variété Pinus montezumae var. lindleyana (Gordon & Glend.) Parl.
- variété Pinus montezumae var. lindleyi Loudon
- variété Pinus montezumae var. macrophylla (Lindl.) Parl.
- variété Pinus montezumae var. mezambrana Carvajal
- variété Pinus montezumae var. montezumae
- variété Pinus montezumae var. rudis (Endl.) Shaw